# Ä̦
Cette page contient des caractères spéciaux ou non latins. S’ils s’affichent mal (▯, ?, etc.), consultez la page d’aide Unicode.
Ä̦ (minuscule : ä̦), appelé A tréma virgule souscrite, est un graphème utilisé dans l’écriture du yanomamö. Il s’agit de la lettre A diacritée d’une virgule souscrite et d’un tréma.

## Utilisation
Le A tréma virgule souscrite est utilisé en yanomamö pour représenter une voyelle ä nasalisée, certains ouvrages utilisent plutôt le A tréma ogonek ‹ Ą̈ ą̈ ›.

## Représentations informatiques
Le A tréma virgule souscrite peut être représenté avec les caractères Unicode suivants :
- décomposé et normalisé NFC (Latin étendu - 1, Diacritiques)

| formes    | représentations | chaînes de caractères | points de code | descriptions                                                  |
| --------- | --------------- | --------------------- | -------------- | ------------------------------------------------------------- |
| capitale  | Ä̦               | Ä◌̦                    | U+00C4 U+0326  | lettre majuscule latine a tréma diacritique virgule souscrite |
| minuscule | ä̦               | ä◌̦                    | U+00E4 U+0326  | lettre minuscule latine a tréma diacritique virgule souscrite |

- décomposé et normalisé NFD (Latin de base, Diacritiques)

| formes    | représentations | chaînes de caractères | points de code       | descriptions                                                              |
| --------- | --------------- | --------------------- | -------------------- | ------------------------------------------------------------------------- |
| capitale  | Ä̦               | A◌̦◌̈                   | U+0041 U+0326        | lettre majuscule latine a diacritique virgule souscrite diacritique tréma |
| minuscule | ä̦               | a◌̦◌̈                   | U+0061 U+0326 U+0308 | lettre minuscule latine a diacritique virgule souscrite diacritique tréma |